# 30 Водолея
30 Водолея (лат. 30 Aquarii, HD 209396) — одиночная звезда в созвездии Водолея на расстоянии приблизительно 300 световых лет (около 92 парсеков) от Солнца. Видимая звёздная величина звезды — +5,543m. Возраст звезды оценивается как около 1,98 млрд лет.

## Характеристики
30 Водолея — оранжевый субгигант или жёлтый гигант спектрального класса K1IV или G8III. Масса — около 2,01 солнечных, радиус — около 9,86 солнечных, светимость — около 54,7 солнечных. Эффективная температура — около 4944 К.